# غار ذوالقرنین
غار ذوالقرنین یا غارهای برکلین (به انگلیسی: Birkleyn Caves) در ۱۵ کیلومتری مرکز شهر دیاربکر ترکیه در منطقهٔ لیچه قرار دارد و آنجا می‌توان نوشتارها، نقوش برجسته و کتیبه‌های باستانی دوران امپراتوری روم شرقی و آشوری‌ها را مشاهده کرد. محل جریان آب در این غار از زیر زمین از میان یک تونل طبیعی به سوی سطح پیش می‌آید. در دوران باستان، جایی که آب از آن بیرون می‌آمد را «پایان جهان» نامیده بودند.

## تاریخچه
بر اساس اسناد تاریخی، این غار در گذشته به عنوان «انتهای جهان» و «مکان جریان آب جاودانگی» شناخته می‌شد. برخی از کتیبه‌ها و نقوش برجسته برجای مانده از دوران امپراتوری روم شرقی و آشوریان در این محل نشان می‌دهد که این مکان از هزاران سال پیش مورد توجه تمدن‌های بزرگ بوده است.
سیستم این غار شامل پنج بخش است و در دل آن یک رودخانه جریان دارد. این رودخانه در دوران آشوری‌ها به عنوان منبع اصلی رودخانهٔ دجله شناخته می‌شد. پادشاهان آشوری در دوران‌های مختلف این منطقه را فتح کرده و کتیبه‌ها و نقش‌های برجسته‌ای را به جا گذاشتند. ورودی پایین غار دارای نقوش برجسته و کتیبه‌هایی از پادشاهان آشوری تیگلات‌پیلسر اول (۱۱۱۴–۱۰۷۶ پیش از میلاد) و شلمنسر سوم (۸۵۸–۸۲۴ پیش از میلاد) است. در این غار ۳ نقش‌برجسته و ۵ کتیبه میخی متعلق به این دو پادشاه آشوری وجود دارد. قدیمی‌ترین این کتیبه‌ها مربوط به بیش از ۳۰۰۰ سال پیش است.
در سال ۸۵۲ پیش از میلاد، شلمنسر سوم، پادشاه آشور، گروهی را به سرچشمه‌های رودخانه دجله فرستاد و غار بیرکلین را به عنوان نقطه‌ای برای ثبت کتیبه‌های خود انتخاب کرد. این اقدام، نخستین تلاش‌های انسان برای سفر هیدروژئولوژیکی یا زمین‌آب‌شناختی را به ثبت رساند.
سال ۲۰۰۴، تیمی به رهبری آندریاس شاکنر از دانشگاه مونیخ از دو غار بازدید کردند، کتیبه‌ها و نقوش برجسته آشوری را مستند کردند و تمام بقایای باستان‌شناسی اطراف را بررسی کردند. تحقیقات او نشان داد از دورهٔ نوسنگی متاخر از این غارها استفاده می‌شده است.

## افسانه‌ها
افسانه‌های محلی دربارهٔ این غار وجود دارد که توجه بسیاری را جلب کرده است.

### ذوالقرنین و آب حیات
یکی از مشهورترین افسانه‌های محلی مربوط به ذوالقرنین است. بر اساس این افسانه، ذوالقرنین پس از آن‌که تومورهایی شبیه شاخ در سرش رشد کرد و باعث درد زیادی شد، به خواب دید که برای درمان باید در آب‌های غارهای بیرکلین شست‌وشو کند. او با سفر به این مکان، شاخ‌هایش را شست و یکی از آن‌ها بلافاصله ناپدید شد.

### اسکندر مقدونی
طبق یکی از افسانه‌های رایج که البته هیچ سند تاریخی برای آن وجود ندارد، اسکندر مقدونی با ارتش ۱۵ هزار نفری خود در مسیر حمله به ایران اینجا اقامت کرد. پلینی، مورخ رومی نیز معتقد بود این غار یکی از مسیرهای ورود به دنیای زیرین است.